# 황은수
황은수(1981년 2월 21일 ~ )는 대한민국의 배우이다.

## 출연작

### 드라마
- 《내조의 여왕》 (2009년)
- 《결혼 못하는 남자》 (2009년) - 파티장 여자 역
- 《부자의 탄생》 (2010년)
- 《동안미녀》 (2011년)
- 《불굴의 며느리》 (2011년)
- 《청담동 살아요》 (2011년)
- 《그래도 당신》 (2012년)
- 《신사의 품격》 (2012년) - 골프 선수 역
- 《로맨스가 필요해 2012》 (2012년) - 인터뷰 하는 기자 역
- 《다섯 손가락》 (2012년)
- 《KBS 드라마 스페셜 - 또 한번의 웨딩》 (2012년) - 쥬얼리 매장 직원 역
- 《부부클리닉 사랑과 전쟁 - 못생긴 아내》 (2013년) - 내연녀 역
- 《그녀의 신화》 (2013년) - 쇼호스트 역
- 《별에서 온 그대》 (2013년~2014년) - 여자 경찰 역
- 《로맨스가 필요해 3》 (2014년) - 홈쇼핑 타 부서 팀장 역
- 《신의 퀴즈 4》 (2014년)
- 《위대한 이야기 - 입시의 정석》 (2015년)
- 《베이비시터》 (2016년) - 상원의 대학동창 역

### 영화
- 사랑이 무서워 (2011년) - 쇼호스트 3 역
- 캐릭터 (2011년) - 남자 약혼녀/ 장아경 역
- 살인자 (2014년) - 용호 모 역
- 이파니의 시크릿 관음클럽 (2016) 조연

### 연극
- 작업의 정석 (2012년)

### 뮤지컬
- 나인 (2007년 ~ 2008년)

### 방송
- TBS 퇴근보감쇼 (2009년 ~ 2010년)
- 현대HCN 충북방송 스크린골프 동문 최강전 (2011년)
- MBC 에브리원 어필 (2012년)
- 한국경제TV 세발자전거 (2013년) - MC
- 짝 (2013년) - 54기 여자 4호[1]